# Кошицьке Ольшани
Кошицьке Ольшани, Кошицькі Ольшани, Кошіцке Ольшани (словац. Košické Oľšany) — село в окрузі Кошиці-околиця Кошицького краю Словаччини. Площа села 8,67 км². Станом на 31 грудня 2016 року в селі проживало 1294 жителі.

## Історія
Перші згадки про село датуються 1288 роком.

## Населення
| Рік:            | 1994. | 2004.    | 2014.   | 2024.   |
| --------------- | ----- | -------- | ------- | ------- |
| Кількість осіб: | 843   | 1154     | 1262    | 1388    |
| Різниця:        |       | +36,89 % | +9,35 % | +9,98 % |

| Рік:            | 2023. | 2024.   |
| --------------- | ----- | ------- |
| Кількість осіб: | 1363  | 1388    |
| Різниця:        |       | +1,83 % |